# Kumari Kandam
Ne doit pas être confondu avec Lémurie.
 (août 2017).
Si vous disposez d'ouvrages ou d'articles de référence ou si vous connaissez des sites web de qualité traitant du thème abordé ici, merci de compléter l'article en donnant les références utiles à sa vérifiabilité et en les liant à la section « Notes et références ».

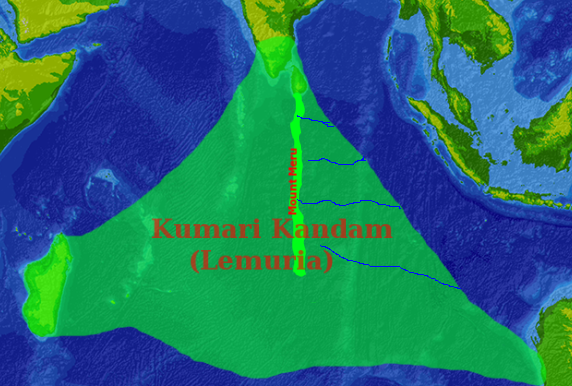
Carte du Kumari Kandam

Le Kumari Kandam ou encore Kumai Nadu ou Kumai Kandom est un continent qui serait englouti au sud du cap Comorin, à l'extrémité de l'Inde. Le Kumari Kandam a souvent été comparé et assimilé à la Lémurie.

## Légende
D'après la tradition tamoule, les Tamils seraient originaires du Kumari Kandam. Des épopées telles que celles de Silappatikaram et de Manimekhalai décrivent la cité engloutie de Puhar. Il y avait deux principales rivières sur le Kumari Kandam, le Pagliyaru et la rivière Kumari, ainsi que des montagnes. L'action du premier poème tamoul de la tradition sangam, Idaï Sangam, est censée se dérouler sur le continent lémurien. Ce continent administré en 7 ou 49 (7x7) régions, fut victime du kadatkol, un déluge comme l’océan dévorant la terre, ce que des scientifiques, comme le Dr A. Velupillaï, assimilaient à un tsunami. Le Tamil Nadu de l'Inde, le Sri Lanka,  l'Australie et Madagascar seraient les parties émergées de ce continent disparu.